# Bücher des Blutes
Die Bücher des Blutes (engl. Originaltitel Books of Blood) sind eine Sammlung von Horrorkurzgeschichten, verfasst von Clive Barker, der auch für manche Ausgaben das Cover zeichnete.

## Form und Inhalt
Insgesamt verfasste Barker sechs Bücher des Blutes, betitelt Das erste Buch des Blutes bis Das sechste Buch des Blutes, mit jeweils vier bis sechs Geschichten. Die Bücher, erstveröffentlicht zwischen 1984 und 1985, gewannen zwei British Fantasy Awards sowie einen World Fantasy Award.
Die Protagonisten der Geschichten sind zumeist Durchschnittsmenschen, die durch Zufall oder unglückliche Umstände in bedrohliche oder übernatürliche Vorgänge verwickelt werden. Obwohl Horrorgeschichten, verwendet Barker vereinzelt auch Fantasy-Elemente.
 Als Rahmenhandlung dient die Geschichte eines betrügerischen Mediums, das bei dem Versuch, für seine Auftraggeber paranormale Aktivitäten in einem Spukhaus vorzutäuschen, von tatsächlichen Geistern heimgesucht wird, die ihre Geschichten in sein Fleisch ritzen, und damit quasi ein lebendes Buch des Blutes aus ihm machen. Die Rahmenhandlung besteht aus dem Prolog im ersten Buch des Blutes: Das Buch des Blutes sowie dem Epilog des sechsten Buch des Blutes: Das Buch des Blutes (Ein Postskriptum) – Auf der Jerusalem Street ...

## Auszeichnungen
- World Fantasy Award in der Kategorie beste Anthologie/Sammlung, 1985 (für: Das erste Buch des Blutes bis Das dritte Buch des Blutes)
- British Fantasy Award in der Kategorie beste Kurzgeschichte, 1985 (für: Im Bergland: Agonie der Städte, aus Das erste Buch des Blutes)
- British Fantasy Award in der Kategorie beste Kurzgeschichte, 1986 (für: Das Verbotene, aus Das fünfte Buch des Blutes)

## Verfilmungen
Folgende Filme basieren auf Geschichten aus den Büchern des Blutes (in Klammern Ausgabe und Original- und deutscher Titel):
- Rawhead Rex, 1986 (Das dritte Buch des Blutes: Rawhead Rex, dt. Rohkopf Rex)
- Candyman’s Fluch, 1992 (Das fünfte Buch des Blutes: The Forbidden, dt. Das Verbotene)
- Lord of Illusions, 1995 (Das sechste Buch des Blutes: The Last Illusion, dt. Die letzte Illusion)
- Quicksilver Highway, 1997 (Das vierte Buch des Blutes: Body Politics, dt. Das Leibregime)
- Clive Barker’s Book of Blood, 2008 (Das erste und Das sechste Buch des Blutes: Epilog und Prolog)
- The Midnight Meat Train, 2008 (Das erste Buch des Blutes: The Midnight Meat Train, dt. Der Mitternachts-Fleischzug)
- Dread, 2009 (Das zweite Buch des Blutes: Dread, dt. Moloch Angst)
- Books of Blood, 2020 (Verfilmung von drei Geschichten aus den Büchern des Blutes)

Damit ist aus jedem Buch des Blutes mindestens eine Geschichte verfilmt worden.

## Hörfassungen
Als Hörfassungen sind erschienen:
- Das erste Buch des Blutes (enthält drei von sechs Geschichten), Das zweite Buch des Blutes und Das dritte Buch des Blutes (beide enthalten zwei von fünf Geschichten)
- Im Bergland: Agonie der Städte (aus dem ersten Buch des Blutes)
- Der Mitternachtsfleischzug (aus dem ersten Buch des Blutes)
- Clive Barker Mysteries – Hörspiele des Blutes 1 – Moloch Angst und Clive Barker Mysteries – Hörspiele des Blutes 2 – Jaqueline Ess (beide Geschichten stammen aus dem zweiten Buch des Blutes)